# Mistrovství světa juniorů v orientačním běhu 2017
28. Mistrovství světa juniorů v orientačním běhu proběhlo ve Finském městě Tampere ve dnech 9. až 15. července 2017. Centrum závodů JMS bylo v blízkém okolí jezera Näsiselkä. Arény závodů se nacházely v okolí Viitapohji, Pispaly a Särkänpery.
Závodů se zúčastnilo celkem 330 závodníků (177 mužů a 153 žen) z 38 zemí.

## Program závodů
Program Mistrovství světa byl zveřejněn v souladu s Pravidly IOF v Bulletinu číslo dva:
| Den          | Závod                | Centrum závodu |
| ------------ | -------------------- | -------------- |
| 10. červenec | Kvalifikace – Middle | Viitapohja     |
| 11. červenec | Finále - Middle      | Viitapohja     |
| 12. červenec | Finále – Sprint      | Pispala        |
| 14. červenec | Finále – Long        | Särkänperä     |
| 15. červenec | Finále – Štafety     | Särkänperä     |

## Závod na krátké trati (Middle)
| Zkrácené výsledky (finále A)                                                                         | Zkrácené výsledky (finále A)                                                                         | Zkrácené výsledky (finále A)                                                                         | Zkrácené výsledky (finále A)                                                                         | Zkrácené výsledky (finále A)                                                                        | Zkrácené výsledky (finále A)                                                                        | Zkrácené výsledky (finále A)                                                                        | Zkrácené výsledky (finále A)                                                                        |
| Muži                                                                                                 | Muži                                                                                                 | Muži                                                                                                 | Muži                                                                                                 | Ženy                                                                                                | Ženy                                                                                                | Ženy                                                                                                | Ženy                                                                                                |
| --- | --- | --- | --- | --------------------------------------------------------------------------------------------------- | --------------------------------------------------------------------------------------------------- | --------------------------------------------------------------------------------------------------- | --------------------------------------------------------------------------------------------------- |
| - Traťové parametry: 4,1 km, 135 m převýšení, 17 kontrol. - Mapa: 1 : 10 000, E = 5 m - 60 závodníků | - Traťové parametry: 4,1 km, 135 m převýšení, 17 kontrol. - Mapa: 1 : 10 000, E = 5 m - 60 závodníků | - Traťové parametry: 4,1 km, 135 m převýšení, 17 kontrol. - Mapa: 1 : 10 000, E = 5 m - 60 závodníků | - Traťové parametry: 4,1 km, 135 m převýšení, 17 kontrol. - Mapa: 1 : 10 000, E = 5 m - 60 závodníků | - Traťové parametry: 3,5 km, 125 m převýšení, 16 kontrol. - Mapa: 1 : 10 000, E = 5 m - 59 závodnic | - Traťové parametry: 3,5 km, 125 m převýšení, 16 kontrol. - Mapa: 1 : 10 000, E = 5 m - 59 závodnic | - Traťové parametry: 3,5 km, 125 m převýšení, 16 kontrol. - Mapa: 1 : 10 000, E = 5 m - 59 závodnic | - Traťové parametry: 3,5 km, 125 m převýšení, 16 kontrol. - Mapa: 1 : 10 000, E = 5 m - 59 závodnic |
| Umístění                                                                                             | Jméno                                                                                                | Čas                                                                                                  | Ztráta                                                                                               | Umístění                                                                                            | Jméno                                                                                               | Čas                                                                                                 | Ztráta                                                                                              |
| Zlatá medaile                                                                                        | Olli Ojanaho                                                                                         | 23:47                                                                                                | | Zlatá medaile                                                                                       | Simona Aebersold                                                                                    | 23:15                                                                                               | |
| Stříbrná medaile                                                                                     | Audun Heimdal                                                                                        | 25:08                                                                                                | +1:21                                                                                                | Stříbrná medaile                                                                                    | Linnea Golsater                                                                                     | 24:29                                                                                               | +1:14                                                                                               |
| Bronzová medaile                                                                                     | Simon Imark                                                                                          | 25:50                                                                                                | +2:03                                                                                                | Bronzová medaile                                                                                    | Veera Klemettinen                                                                                   | 25:03                                                                                               | +1:48                                                                                               |
| 4 | Mathieu Perrin                                                                                       | 25:51                                                                                                | +2:04                                                                                                | 4                                                                                                   | Victoria Haestad Bjornstad                                                                          | 25:14                                                                                               | +1:59                                                                                               |
| 5 | Anton Forsberg                                                                                       | 26:18                                                                                                | +2:31                                                                                                | 5                                                                                                   | Sofie Bachmann                                                                                      | 25:39                                                                                               | +2:24                                                                                               |
| 6 | Isac von Krusenstierna                                                                               | 26:19                                                                                                | +2:32                                                                                                | 6                                                                                                   | Sanna Fast                                                                                          | 25:47                                                                                               | +2:32                                                                                               |

## Závod ve sprintu (Sprint)
| Zkrácené výsledky                                                                                   | Zkrácené výsledky                                                                                   | Zkrácené výsledky                                                                                   | Zkrácené výsledky                                                                                   | Zkrácené výsledky                                                                                  | Zkrácené výsledky                                                                                  | Zkrácené výsledky                                                                                  | Zkrácené výsledky                                                                                  |
| Muži                                                                                                | Muži                                                                                                | Muži                                                                                                | Muži                                                                                                | Ženy                                                                                               | Ženy                                                                                               | Ženy                                                                                               | Ženy                                                                                               |
| --------------------------------------------------------------------------------------------------- | --------------------------------------------------------------------------------------------------- | --------------------------------------------------------------------------------------------------- | --------------------------------------------------------------------------------------------------- | -------------------------------------------------------------------------------------------------- | -------------------------------------------------------------------------------------------------- | -------------------------------------------------------------------------------------------------- | -------------------------------------------------------------------------------------------------- |
| - Traťové parametry: 3,5 km, 60 m převýšení, 23 kontrol. - Mapa: 1 : 4 000, E = 2 m - 173 závodníků | - Traťové parametry: 3,5 km, 60 m převýšení, 23 kontrol. - Mapa: 1 : 4 000, E = 2 m - 173 závodníků | - Traťové parametry: 3,5 km, 60 m převýšení, 23 kontrol. - Mapa: 1 : 4 000, E = 2 m - 173 závodníků | - Traťové parametry: 3,5 km, 60 m převýšení, 23 kontrol. - Mapa: 1 : 4 000, E = 2 m - 173 závodníků | - Traťové parametry: 3,0 km, 54 m převýšení, 21 kontrol. - Mapa: 1 : 4 000, E = 2 m - 149 závodnic | - Traťové parametry: 3,0 km, 54 m převýšení, 21 kontrol. - Mapa: 1 : 4 000, E = 2 m - 149 závodnic | - Traťové parametry: 3,0 km, 54 m převýšení, 21 kontrol. - Mapa: 1 : 4 000, E = 2 m - 149 závodnic | - Traťové parametry: 3,0 km, 54 m převýšení, 21 kontrol. - Mapa: 1 : 4 000, E = 2 m - 149 závodnic |
| Umístění                                                                                            | Jméno                                                                                               | Čas                                                                                                 | Ztráta                                                                                              | Umístění                                                                                           | Jméno                                                                                              | Čas                                                                                                | Ztráta                                                                                             |
| Zlatá medaile                                                                                       | Olli Ojanaho                                                                                        | 13:59                                                                                               | | Zlatá medaile                                                                                      | Simona Aebersold                                                                                   | 14:02                                                                                              | |
| Stříbrná medaile                                                                                    | Tommy Hayes                                                                                         | 14:07                                                                                               | +0:08                                                                                               | Stříbrná medaile                                                                                   | Tereza Janošíková                                                                                  | 14:09                                                                                              | +0:07                                                                                              |
| Bronzová medaile                                                                                    | Joey Hadorn                                                                                         | 14:09                                                                                               | +0:10                                                                                               | Bronzová medaile                                                                                   | Linnea Golsater                                                                                    | 14:21                                                                                              | +0:19                                                                                              |
| 4                                                                                                   | Tuomas Heikkila                                                                                     | 14:15                                                                                               | +0:16                                                                                               | 4                                                                                                  | Anna Dvorianskaia                                                                                  | 14:36                                                                                              | +0:34                                                                                              |
| 5                                                                                                   | Alexander Chepelin                                                                                  | 14:16                                                                                               | +0:17                                                                                               | 5                                                                                                  | Valerie Aebischer                                                                                  | 14:44                                                                                              | +0:42                                                                                              |
| 6                                                                                                   | Ricardo Esteves Ferreira                                                                            | 14:17                                                                                               | +0:18                                                                                               | 6                                                                                                  | Anu Tuomisto                                                                                       | 14:45                                                                                              | +0:43                                                                                              |

## Závod na klasické trati (Long)
| Zkrácené výsledky                                                                                      | Zkrácené výsledky                                                                                      | Zkrácené výsledky                                                                                      | Zkrácené výsledky                                                                                      | Zkrácené výsledky                                                                                    | Zkrácené výsledky                                                                                    | Zkrácené výsledky                                                                                    | Zkrácené výsledky                                                                                    |
| Muži                                                                                                   | Muži                                                                                                   | Muži                                                                                                   | Muži                                                                                                   | Ženy                                                                                                 | Ženy                                                                                                 | Ženy                                                                                                 | Ženy                                                                                                 |
| --- | --- | --- | --- | --- | --- | --- | --- |
| - Traťové parametry: 10,7 km, 320 m převýšení, 21 kontrol. - Mapa: 1 : 15 000, E = 5 m - 169 závodníků | - Traťové parametry: 10,7 km, 320 m převýšení, 21 kontrol. - Mapa: 1 : 15 000, E = 5 m - 169 závodníků | - Traťové parametry: 10,7 km, 320 m převýšení, 21 kontrol. - Mapa: 1 : 15 000, E = 5 m - 169 závodníků | - Traťové parametry: 10,7 km, 320 m převýšení, 21 kontrol. - Mapa: 1 : 15 000, E = 5 m - 169 závodníků | - Traťové parametry: 7,6 km, 240 m převýšení, 16 kontrol. - Mapa: 1 : 15 000, E = 5 m - 146 závodnic | - Traťové parametry: 7,6 km, 240 m převýšení, 16 kontrol. - Mapa: 1 : 15 000, E = 5 m - 146 závodnic | - Traťové parametry: 7,6 km, 240 m převýšení, 16 kontrol. - Mapa: 1 : 15 000, E = 5 m - 146 závodnic | - Traťové parametry: 7,6 km, 240 m převýšení, 16 kontrol. - Mapa: 1 : 15 000, E = 5 m - 146 závodnic |
| Umístění                                                                                               | Jméno                                                                                                  | Čas | Ztráta                                                                                                 | Umístění                                                                                             | Jméno                                                                                                | Čas                                                                                                  | Ztráta                                                                                               |
| Zlatá medaile                                                                                          | Olli Ojanaho                                                                                           | 1:05:11                                                                                                | | Zlatá medaile                                                                                        | Simona Aebersold                                                                                     | 56:03                                                                                                | |
| Stříbrná medaile                                                                                       | Simon Imark                                                                                            | 1:05:54                                                                                                | +0:43                                                                                                  | Stříbrná medaile                                                                                     | Veera Klemettinen                                                                                    | 59:17                                                                                                | +3:14                                                                                                |
| Bronzová medaile                                                                                       | Simon Hector                                                                                           | 1:06:07                                                                                                | +0:56                                                                                                  | Bronzová medaile                                                                                     | Sofie Bachmann                                                                                       | 1:02:52                                                                                              | +6:49                                                                                                |
| 4 | Aleksi Sorsa                                                                                           | 1:06:21                                                                                                | +1:10                                                                                                  | 4 | Linnea Golsater                                                                                      | 1:03:23                                                                                              | +7:20                                                                                                |
| 5 | Audun Heimdal                                                                                          | 1:07:27                                                                                                | +2:16                                                                                                  | 5 | Marie Olaussen                                                                                       | 1:03:43                                                                                              | +7:40                                                                                                |
| 6 | Mathieu Perrin                                                                                         | 1:08:01                                                                                                | +2:50                                                                                                  | 6 | Victoria Haestad Bjornstad                                                                           | 1:04:23                                                                                              | +8:20                                                                                                |

## Závod štafet (Relay)
| Zkrácené výsledky                                                                                 | Zkrácené výsledky                                                                                 | Zkrácené výsledky                                                                                 | Zkrácené výsledky                                                                                 | Zkrácené výsledky                                                                                 | Zkrácené výsledky                                                                                 | Zkrácené výsledky                                                                                 | Zkrácené výsledky                                                                                 |
| Muži                                                                                              | Muži                                                                                              | Muži                                                                                              | Muži                                                                                              | Ženy                                                                                              | Ženy                                                                                              | Ženy                                                                                              | Ženy                                                                                              |
| ------------------------------------------------------------------------------------------------- | ------------------------------------------------------------------------------------------------- | ------------------------------------------------------------------------------------------------- | ------------------------------------------------------------------------------------------------- | ------------------------------------------------------------------------------------------------- | ------------------------------------------------------------------------------------------------- | ------------------------------------------------------------------------------------------------- | ------------------------------------------------------------------------------------------------- |
| - Traťové parametry: 5,6 km, 140 m převýšení, 12 kontrol. - Mapa: 1 : 10 000, E = 5 m - 35 štafet | - Traťové parametry: 5,6 km, 140 m převýšení, 12 kontrol. - Mapa: 1 : 10 000, E = 5 m - 35 štafet | - Traťové parametry: 5,6 km, 140 m převýšení, 12 kontrol. - Mapa: 1 : 10 000, E = 5 m - 35 štafet | - Traťové parametry: 5,6 km, 140 m převýšení, 12 kontrol. - Mapa: 1 : 10 000, E = 5 m - 35 štafet | - Traťové parametry: 4,9 km, 110 m převýšení, 12 kontrol. - Mapa: 1 : 10 000, E = 5 m - 26 štafet | - Traťové parametry: 4,9 km, 110 m převýšení, 12 kontrol. - Mapa: 1 : 10 000, E = 5 m - 26 štafet | - Traťové parametry: 4,9 km, 110 m převýšení, 12 kontrol. - Mapa: 1 : 10 000, E = 5 m - 26 štafet | - Traťové parametry: 4,9 km, 110 m převýšení, 12 kontrol. - Mapa: 1 : 10 000, E = 5 m - 26 štafet |
| Umístění                                                                                          | Jméno                                                                                             | Čas                                                                                               | Ztráta                                                                                            | Umístění                                                                                          | Jméno                                                                                             | Čas                                                                                               | Ztráta                                                                                            |
| Zlatá medaile                                                                                     | Norsko Kasper Fosser Elias Jonsson Audun Heimdal                                                  | 1:28:23                                                                                           |                                                                                                   | Zlatá medaile                                                                                     | Švédsko Lisa Jonsson Nordin Sanna Fast Linnea Golsater                                            | 1:34:15                                                                                           |                                                                                                   |
| Stříbrná medaile                                                                                  | Finsko Akseli Ruohola Aleksi Sorsa Olli Ojanaho                                                   | 1:29:58                                                                                           | +1:35                                                                                             | Stříbrná medaile                                                                                  | Švýcarsko Valerie Aebischer Sofie Bachmann Simona Aebersold                                       | 1:36:00                                                                                           | +1:45                                                                                             |
| Bronzová medaile                                                                                  | Rusko Daniil Kashin Kirill Komarov Mikhail Kuleshov                                               | 1:30:29                                                                                           | +2:06                                                                                             | Bronzová medaile                                                                                  | Norsko Victoria Haestad Bjornstad Ingrid Lundanes Marie Olaussen                                  | 1:39:21                                                                                           | +5:06                                                                                             |
| 4                                                                                                 | Švédsko Isac von Krusenstierna Simon Hector Simon Imark                                           | 1:31:55                                                                                           | +3:32                                                                                             | 4                                                                                                 | Finsko Inka Nurminen Alexandra Enlund Anu Tuomisto                                                | 1:40:17                                                                                           | +6:02                                                                                             |
| 5                                                                                                 | Švýcarsko Nick Gebert Pascal Buchs Joey Hadorn                                                    | 1:31:56                                                                                           | +3:33                                                                                             | 5                                                                                                 | Dánsko Line Cederberg Agnes Kracht Josefine Lind                                                  | 1:40:48                                                                                           | +6:33                                                                                             |
| 6                                                                                                 | Francie Mathieu Perrin Fleury Roux Guilhem Elias                                                  | 1:32:06                                                                                           | +3:43                                                                                             | 6                                                                                                 | Francie Maelle Beauvir Florence Hanauer Alina Palcau                                              | 1:43:01                                                                                           | +8:46                                                                                             |

## Hodnocení podle zemí (Team competition status)
Pořadí zúčastněných zemí dané součtem umístění prvních tří závodníků dané země v každé kategorii ve finálových závodech.
| Pořadí podle zemí | Pořadí podle zemí  | Pořadí podle zemí |
| Pořadí            | Stát               | Celkem            |
| ----------------- | ------------------ | ----------------- |
| 1                 | Finsko             | 184               |
| 2                 | Švédsko            | 196               |
| 3                 | Norsko             | 236               |
| 4                 | Švýcarsko          | 247               |
| 5                 | Česko              | 485               |
| 6                 | Spojené království | 518               |
| 7                 | Rusko              | 547               |
| 8                 | Francie            | 572               |
| 9                 | Dánsko             | 637               |
| 10                | Německo            | 1004              |

## Medailové pořadí podle zemí
Pořadí zúčastněných zemí podle získaných medailí v jednotlivých závodech mistrovství (tzv. olympijské hodnocení).
| Medailové pořadí podle zemí | Medailové pořadí podle zemí | Medailové pořadí podle zemí | Medailové pořadí podle zemí | Medailové pořadí podle zemí | Medailové pořadí podle zemí |
| Pořadí                      | Stát                        | Zlatá medaile               | Stříbrná medaile            | Bronzová medaile            | Celkem                      |
| --------------------------- | --------------------------- | --------------------------- | --------------------------- | --------------------------- | --------------------------- |
| 1                           | Finsko                      | 3                           | 2                           | 1                           | 6                           |
| 2                           | Švýcarsko                   | 3                           | 1                           | 2                           | 6                           |
| 3                           | Švédsko                     | 1                           | 2                           | 3                           | 6                           |
| 4                           | Norsko                      | 1                           | 1                           | 1                           | 3                           |
| 5                           | Česko                       |                             | 1                           |                             | 1                           |
| 5                           | Nový Zéland                 |                             | 1                           |                             | 1                           |
| 6                           | Rusko                       |                             |                             | 1                           | 1                           |

## Česká reprezentace na MSJ
Česko reprezentovalo 6 mužů a 6 žen.
| Přehled umístění českých reprezentantů | Přehled umístění českých reprezentantů | Přehled umístění českých reprezentantů | Přehled umístění českých reprezentantů | Přehled umístění českých reprezentantů | Přehled umístění českých reprezentantů |
| Kategorie                              | Jméno                                  | Klasika                                | Krátká                                 | Sprint                                 | Štafety                                |
| -------------------------------------- | -------------------------------------- | -------------------------------------- | -------------------------------------- | -------------------------------------- | -------------------------------------- |
| Ženy                                   | Tereza Čechová                         | 72. místo                              | X                                      | 46. místo                              | X                                      |
| Ženy                                   | Barbora Chaloupská                     | 16. místo                              | 36. místo                              | 31. místo                              | 7. místo                               |
| Ženy                                   | Tereza Janošíková                      | 7. místo                               | 20. místo                              | 2. místo                               | 7. místo                               |
| Ženy                                   | Anna Kopecká                           | 63. místo                              | 44. místo                              | 62. místo                              | X                                      |
| Ženy                                   | Klára Novotná                          | 24. místo                              | X                                      | 47. místo                              | X                                      |
| Ženy                                   | Barbora Vyhnálková                     | 35. místo                              | X                                      | 49. místo                              | 7. místo                               |
| Muži                                   | Jan Bendák                             | 33. místo                              | 27. místo                              | 25. místo                              | X                                      |
| Muži                                   | Libor Černocký                         | 64. místo                              | 21. místo                              | 58. místo                              | X                                      |
| Muži                                   | Otakar Hirš                            | 48. místo                              | 22. místo                              | 35. místo                              | X                                      |
| Muži                                   | Tomáš Křivda                           | 34. místo                              | 17. místo                              | 27. místo                              | 12. místo                              |
| Muži                                   | Vojtěch Sýkora                         | 22. místo                              | 25. místo                              | 13. místo                              | 12. místo                              |
| Muži                                   | Daniel Vandas                          | 29. místo                              | 15. místo                              | disk                                   | 12. místo                              |